# Sonate pour basson et piano de Saint-Saëns
Pour les articles homonymes, voir Sonate pour basson et piano.
Le Sonate pour basson et piano est une œuvre de Camille Saint-Saëns composée en 1921, peu avant sa mort.

## Présentation
La Sonate pour basson de Camille Saint-Saëns s'inscrit dans un cycle de sonates pour vents que le compositeur destine « aux instruments peu favorisés sous ce rapport », pour leur donner « les moyens de se faire entendre ».
Composée en mai-juin 1921, la sonate est publiée en novembre de la même année par les éditions Durand et porte le numéro d'opus 168 : c'est la dernière œuvre musicale de Saint-Saëns.
La partition, notée « Sonate pour basson avec accompagnement de piano », est dédiée à Léon Letellier, soliste de l'Orchestre de l'Opéra de Paris et de l'Orchestre de la Société des concerts du Conservatoire.
Elle a été créée en 1921 par Édouard Flament.
Il existe plusieurs transcriptions de la sonate : Vincent Penot, clarinette basse solo à l'orchestre de l'Opéra de Paris, l'a adaptée pour clarinette basse descendant à l'ut grave et piano et l'altiste Léa Hennino l'a transcrite pour alto et piano aux éditions Belle Symphonie en 2021.

## Structure
L’œuvre, d'une durée moyenne d'exécution de treize minutes environ, comprend trois mouvements :
1. Allegretto moderato, à
2. Allegro scherzando, à
3. Molto adagio, à 
 — Allegro moderato, à

## Analyse
La Sonate pour basson et piano est une « page spirituelle et transparente » qui a en outre le mérite « d'inaugurer un répertoire quasi inexistant ». Jean Gallois la considère comme un « modèle de transparence, de vitalité, de légèreté ».
Le premier mouvement est un Allegretto moderato paisible et élégiaque, en sol majeur, dans lequel, « sur les volutes en doubles croches du piano le basson déroule une noble mélodie ». Pour Gallois, c'est une aria chantée au basson, s'écoulant en « un sentiment de paix sinon de recueillement ».
Le deuxième mouvement est un Allegro scherzando, en mi mineur, qui a la particularité de rompre le déroulement attendu du genre sonate, en trois mouvements, vif, lent, vif, puisque le tempo est ici plus rapide encore que dans le mouvement initial. Pour Ménétrier, c'est « une pochade dans le goût espagnol où Saint-Saëns tire des effets bouffons d'arpèges en staccato de l'instrument ». Gallois souligne l'aspect humoristique et le « caractère primesautier voire bouffon » de ce scherzo, qu'il rapproche de la Tarentelle op. 6 du compositeur.
Le troisième mouvement est constitué de deux parties : la première, Molto adagio, la plus longue de toute la sonate, est une sorte de grande mélodie d'opéra, de caractère mélancolique, « laissant à travers ses arabesques s'extérioriser quelques réminiscences du premier volet ». S'ensuit sans transition un très bref finale enchaîné, Allegro moderato, aux couleurs de « fête, une sorte de pied de nez ».
À l'instar des Sonate pour clarinette et Sonate pour hautbois exactement contemporaines, la Sonate pour basson est habitée par un esprit néoclassique, une rigueur archaïque et une forme réduite à l'essentiel qui annoncent les œuvres similaires du Groupe des Six et de Poulenc par exemple,. Elle constitue le testament musical de Saint-Saëns, en même temps que le point culminant de son œuvre de musique de chambre. C'est aujourd'hui un pilier du répertoire de l'instrument,.

## Discographie
- Camille Saint-Saëns : Chamber Music for Wind Instruments and Piano, Dag Jensen (basson) et Leonard Hokanson (piano), MDG 3040395, 1991[17].
- Saint-Saëns : Chamber Music, CD 1, Ursula Leveaux (basson), Ian Brown (piano), Hyperion Records 67431, 2005[18].
- Camille Saint-Saëns : Musique de chambre avec vents, CD 2, Marc Trénel (basson) et Pascal Godart (piano), Indésens Records 010, 2010[19].
- Saint-Saëns : Music for Wind Instruments, Christopher Millard (basson) et Stéphane Lemelin (piano), Naxos 8.570964, 2010[20].
- Camille Saint-Saëns : Musique de chambre avec vents, Maurice Allard (basson) et Annie d'Arco (piano), Indésens Records 019, 2013.
- Saint-Saëns : Chamber Music, Francesco Bossone (basson) et Akane Makita (piano), Brilliant Classics 95165, 2015[21].
- Camille Saint-Saëns Edition, CD 12, Dirk Meijer (basson) et Jan van Liere (piano), Warner Classics 0190296746048, 2021[22].

### Éditions
- Camille Saint-Saëns, Sonate pour basson avec accompagnement de piano, Durand, 1921 (lire en ligne).
- Camille Saint-Saëns (préf. Peter Jost), Sonate pour basson, G. Henle Verlag, coll. « Urtext », 2010 (ISMN 979-0-2018-0966-3, présentation en ligne, lire en ligne).

### Ouvrages
- Jean-Alexandre Ménétrier, « Camille Saint-Saëns », dans François-René Tranchefort (dir.), Guide de la musique de chambre, Paris, Fayard, coll. « Les Indispensables de la musique », 1989, 995 p. (ISBN 2-213-02403-0), p. 752–763.
- Jean Gallois, Camille Saint-Saëns, Liège, Mardaga, coll. « Musique-Musicologie », 2004 (ISBN 2-87009-851-0).